# Мекензієве лісництво
Мекензієве лісництво — район міста Інкерман. Розташований на півночі міста, біля Сімферопольського шосе.
Назва походить від Мекензієвого дільничного лісництва, що знаходиться на східній частині гірського масиву Мекензієві гори.
Основні вулиці: Грибна.